# Karl Hans Strobl
Karl Hans Strobl (ur. 18 stycznia 1877 w Jihlavie w Czechach, zm. 10 marca 1946 w Perchtoldsdorf w Austrii) – pisarz, autor między innymi licznych powieści historycznych oraz powieści i zbiorów opowiadań fantastycznych. Był wydawcą (w latach 1919–1921) czasopisma poświęconego literaturze fantastycznej Der Orchideengarten; w młodości zafascynowany Edgarem Allanem Poe.

## Literatura
- Strobl Hans Karl, Kościana ręka, Civis-Press, Warszawa 1991